# Effektor
Effektorok a reflexív utolsó tagja. Harántcsíkolt izmok, sima izmok, belső elválasztású mirigyek tartoznak ide.

## Harántcsíkolt izom
A test felületén helyezkednek el, könnyen ingerelhetőek, gyorsan működnek (összehúzódás, elernyedés). Nagy az erőkifejtésük és akaratunktól függően működnek, de hamar fáradnak. Az izomsejtek a szövetben szorosan egymás mellett helyezkednek el és nem elágazóak. Az izomsejtek rostokat alkotnak, ebből 450 található a szervezetben, megközelítőleg 250 millió izomsejttel. Az izomsejt szélessége 150-500 mikron, a hossza pár millimétertől pár centiméterig terjedhet. Kívül van szarkoléma, belül szarkoplazma. Itt található a sejtmag, ami a membrán közelében helyezkedik el, valamint vékony plazmafonalak (miofibrillák), ezekből 100-tól 1000-ig van egy sejtben. Ezek aktin- és miozin fehérje szálak. Különbözően törik a fényt, ezért tűnik csíkosnak az izomsejt. Az aktin és a miozin között tripolin fehérje van, ami gátolja az aktin és a miozin összecsúszását.
Egy izomköteg részei: izomeredő, izomfej, izomhas, izomfarokrész, izomtapadó. Az izomeredő és az izomtapadó mindig kettő különböző csonthoz kapcsolódik inak segítségével.

## Harántcsíkolt izom fajtái
1. Vörös izmok – kevés miofibrilla található. Lassan húzódnak össze és ernyednek el, durva mozgásokat közvetítenek, például háton, hasfalon, mellkason. Az összehúzódás 100 milliszekundumig is eltarthat
2. Fehér izmok – sok miofibrilla található.Gyorsan húzódnak össze és ernyednek el, a kifinomult mozgásokat közvetítik, például szemhéj izomzata, ujjak. Pár milliszekundum az összehúzódási idő.

A harántcsíkolt izmok ébrenléti állapotban egy állandó enyhe tónus alatt állnak, ezt a kisagy szabályozza, ez tartja a Föld vonzóerejével ellentétes helyzetben a testet, még alvás közben is, bár ekkor a tónus kissé lecsökken. A tónus az izmokat könnyen beindítja, mert már feszültség alatt vannak.

## Harántcsíkolt izom tulajdonságai
Tulajdonságok:
- Rugalmas – (súly hatására megnyúlnak)
- Érzékeny – elektromos, vegyi illetve mechanikai ingerre reagálnak
- Kontrakció – összehúzódás, bármilyen inger éri az izomsejtet, mindig összehúzódik.

Az ingerfelvétel lehet
1. Közvetlen – az izomsejt veszi fel
2. Közvetett – az idegsejtet ingerelnek, és az adja át az ingerületet az izomsejtnek.

## Az összehúzódás fajtái
Az összehúzódás lehet:
1. Egyszerű – csak egy inger éri az izmot, összehúzódik. Ha megszűnik az inger, elernyed. Az élőlényeknél ez csak REM fázisban fordul elő (hirtelen izomrándulás alvás közben).
2. Összetett – akkor jön létre, ha több inger éri az izmot egymás után. Ilyenkor az összehúzódási erő sokkal nagyobb.
  - Részleges tetanusz – úgy következnek egymás után az ingerek, hogy köztük van egy kis szünet, hogy az izom elernyedjen.
  - Teljes tetanusz – nincs szünet, gyorsan jönnek az ingerek, egymás után. Az izom állandó tónus alatt van.

Az izom összehúzódás lehet:
1. Izotónikus – nincs leterhelve az izom és az ingerre összehúzódik
2. Izometrikus – inger éri, ami már le van terhelve. Ilyenkor az izom megfeszül.

## Az összehúzódás mechanizmusa
Ha inger éri, az izom hártyája áteresztővé válik a Ca2+-mal szemben. A Ca2+ viszont megváltoztatja a troponin szerkezetét. Összehúzódik, és kicsúszik az aktin és a miozin közül. Az izom lerövidül és összehúzódik. A Ca2+ aktivizálja az ATPáza enzimeket, amely bontja az ATP-t és energia szabadul fel, amely szükséges ehhez az összecsúszáshoz, ugyanis az izommunkához energiára van szükség.
Az izomsejtekben van glikogén, amely raktározza a glükózt és van mioglobin, ez raktározza az oxigént.
A sok Ca2+ amely bejut a sejtbe, ezt egyensúlyozzák az Mg ionok, amelyek kimennek a sejtből, tehát az izom működéséhez magnéziumra is szükség van.